# Ahmet Üstüntaş
Ahmet Üstüntaş (* 27. Januar 1990) ist ein türkischer Biathlet.
Ahmet Üstüntaş gab sein internationales Debüt 2008 in Obertilliach im IBU-Cup und wurde in seinem ersten Einzel 124. 2010 erreichte er in Nové Město na Moravě bei einem Einzel als 52. erstmals eine zweistellige Position. Im weiteren Verlauf des Jahres nahm er in Torsby an den Biathlon-Juniorenweltmeisterschaften 2010 teil und wurde 54. des Einzels, verpasste als 65. des Sprints um fünf Ränge das Verfolgungsrennen und kam mit der Staffel auf den 18. Platz. Es folgten die Biathlon-Europameisterschaften 2010 der Junioren in Otepää. Üstüntaş kam im Einzel auf den 56. Platz, im Sprint wurde er 52. und in der Verfolgung belegte er Rang 49. In der türkischen Mixed-Staffel wurde er 13. In Kontiolahti gab er danach sein Debüt im Biathlon-Weltcup und wurde wie nur wenig später am Holmenkollen in Oslo 109. in Sprintrennen. Die Saison 2010/11 brachte in Bansko mit einem 34. und einem 36. Platz erste Punktegewinne. In Chanty-Mansijsk konnte Üstüntaş gemeinsam mit Recep Efe als erste Türken an Biathlon-Weltmeisterschaften teilnehmen. Mit Platz 100 erreichte er zugleich sein bestes Weltcup-Resultat, im Sprint belegte er Platz 108.

## Biathlon-Weltcup-Platzierungen
Die Tabelle zeigt alle Platzierungen (je nach Austragungsjahr einschließlich Olympische Spiele und Weltmeisterschaften).
- 1.–3. Platz: Anzahl der Podiumsplatzierungen
- Top 10: Anzahl der Platzierungen unter den ersten zehn (einschließlich Podium)
- Punkteränge: Anzahl der Platzierungen innerhalb der Punkteränge (einschließlich Podium und Top 10)
- Starts: Anzahl gelaufener Rennen in der jeweiligen Disziplin
- Staffel: inklusive Mixed- und Single-Mixed-Staffeln

| Platzierung         | Einzel | Sprint | Verfolgung | Massenstart | Staffel | Gesamt |
| ------------------- | ------ | ------ | ---------- | ----------- | ------- | ------ |
| 1. Platz            |        |        |            |             |         |        |
| 2. Platz            |        |        |            |             |         |        |
| 3. Platz            |        |        |            |             |         |        |
| Top 10              |        |        |            |             |         |        |
| Punkteränge         |        |        |            |             |         |        |
| Starts              | 4      | 7      |            |             |         | 11     |
| Stand: Karriereende |        |        |            |             |         |        |